# Plustek
Die Plustek Inc. (chin. 精益科技, engl. Plustek  Incorporated) ist ein taiwanesisches Unternehmen mit Sitz in Taipeh, und ein führender Hersteller von Scannern und Dokumentenscannern.  Weiterhin vertreibt das Unternehmen Geräte aus dem Bereich der Securitysysteme.

## Geschichte
Das global tätige Unternehmen wurde 1986 gegründet und ist in Taipeh, Taiwan ansässig, das Forschungs- und Entwicklungszentrum befindet sich in Shenzhen in China. Plustek hat Niederlassungen in Deutschland, Frankreich, England, USA, Russland, China, Brasilien und Indien. Das Vertriebsnetz erstreckt sich über die gesamte Europäische Union, Nordamerika, Brasilien, Russland, Türkei, Indien, Taiwan, China, Vereinigte Arabische Emirate sowie die Schweiz. Mit großen Marktanteilen im Bereich OEM, als auch mit eigenen Handelsmarken sind die Scanner- und Securitytechnologien weltweit bekannt und verbreitet. 
Kurz nach Gründung des Unternehmens wurde bereits die deutsche Niederlassung als Plustek Technology GmbH eröffnet. Dieser europäische Zentralsitz am Rande von Hamburg ist Zentrallager und Basis für Support, Vertrieb und Marketing der angrenzenden europäischen Staaten, vor allem aber dem D-A-CH Bereich.

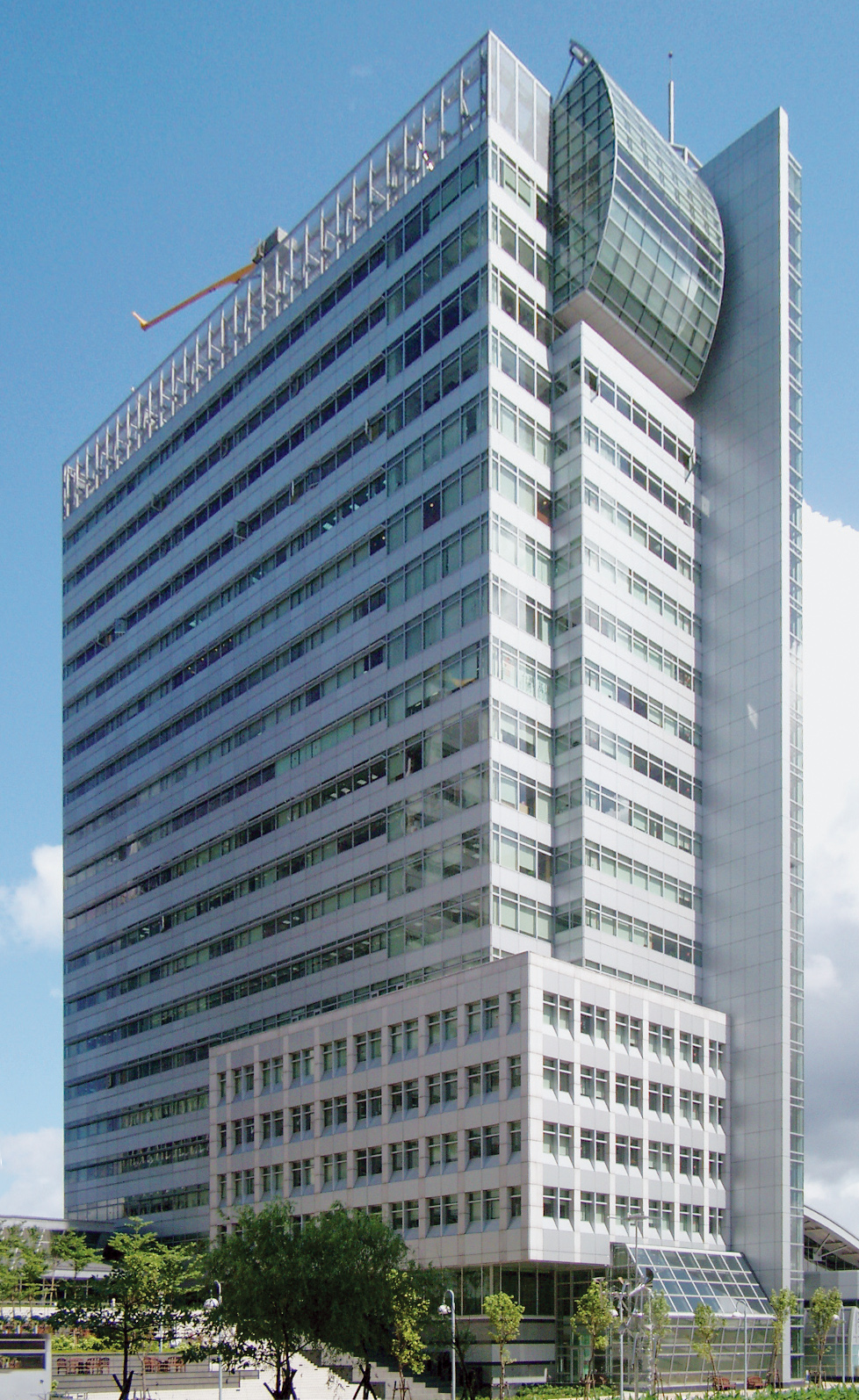
Plustek-Unternehmenszentrale in Nankang Software Park Building F, Taipeh, Taiwan

## Produkte

### Scanner
- Dokumentenscanner
- Netzwerkscanner[1]
- Mobile Scanner
- Buchscanner
- Flachbettscanner
- Film- und Fotoscanner[2]
- Behördenscanner

Innovationen waren 1992 der weltweit erste Graustufen-Einzugscanner, 1992 der weltweit erste Farb-Einzugsscanner, oder 2004 der weltweit erste Buchscanner mit spezieller Buchkante und SEE-Technologie, die über ein gebogenes Scanelement verfügt. Mit der 2014 entwickelten eScan Serie brachte Plustek einen der ersten, auf einem Androidsystem basierten Standalone Netzwerkscanner auf den Markt, der ohne Anschluss eines stationären Computers arbeitet. Im Bereich der Film- und Fotoscanner wurde 2016 mit dem ePhoto Z300 ein Fotoscanner entwickelt, dessen Vorlageneinzug mittels Sensorik gesteuert wird.

Plustek eScan A150 Netzwerkscanner
Plustek ePhoto Z300 Fotoscanner
Plustek OpticFilm 8200i Film- und Fotoscanner
Plustek PS30D Dokumentenscanner
Plustek PS286 Plus Dokumentenscanner
Plustek MobileOffice D430
Plustek OpticBook A300

### Securitylösungen
- Netzwerkvideorekorder

Innovationen waren 2008 der weltweit kleinste Festplattenrekorder für Fahrzeuge und Autos.

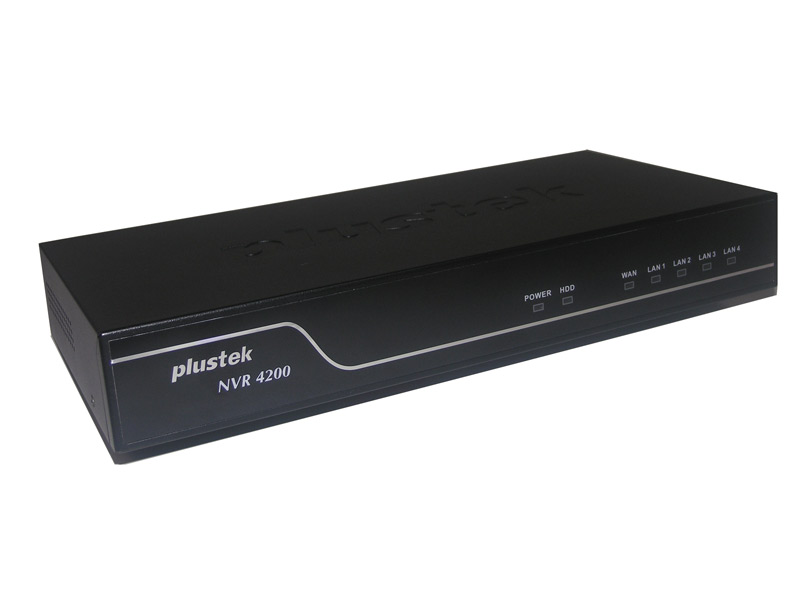
Plustek Netzwerkvideorekorder

### Kommunikationslösungen
- Videokonferenzsysteme
- All-in-One Business-Server